# Vrouweputje
Het Onze Lieve Vrouweputje of Mariaputje was een bedevaartsoord, gelegen in Zuid-Beveland nabij Goes. In ieder geval vanaf de late negentiende eeuw tot in de jaren 60 van de twintigste eeuw gingen katholieke gelovigen naar het Onze Lieve Vrouweputje op bedevaart.
Het betrof een poel, waarvan het water geneeskrachtig zou zijn geweest. De sage die in dat verband vaak is gepubliceerd verhaalt over "Blinde Tannie", die op miraculeuze wijze weer kon zien na aanraking van het water uit de poel.
Over het ontstaan van de geneeskrachtige werking van het water zijn tussen 1884 en 1949 meerdere verhalen gepubliceerd. Het water zou geneeskrachtig zijn geworden nadat iemand tijdens de reformatie een Mariabeeld uit de kerk van Baarsdorp in de poel had gegooid. Een andere verklaring is dat Maria tijdens een verschijning zelf van het water zou hebben gedronken.
Het vroegste geschrift, waarin het putje werd genoemd is een ingezonden krantenartikel uit 1884. In dit artikel, maar ook in latere publicaties, wordt de suggestie gewekt dat het putje reeds in de tijd van de reformatie als bedevaartsoort bekend zou hebben gestaan. 
Er is echter geen enkel archiefstuk waaruit het bestaan van het bedevaartsoord vóór 1884, laat staan in de late middeleeuwen, blijkt. De eerste publicatie van enkele sagen over de plek vond ook pas voor het eerst in 1933 plaats. Bij gebrek aan oudere bronnen is het daarom aannemelijk dat het Onze Lieve Vrouweputje als bedevaartsoord in de late negentiende eeuw is ontstaan. In deze tijd was er ook sprake van een opleving van de Mariaverering, en daarmee van de Mariabedevaart
Tijdens de ruilverkaveling De Poel-Heinkenszand is het Onze Lieve Vrouweputje in 1973 gedempt. De plaats waar de poel eens lag maakt nu deel uit van een perceel landbouwgrond.

## Nieuw gegraven Vrouweputje
In 2005 is op initiatief van de stichting Vrouweputje Goes een nieuwe poel gegraven. De naam van die poel is "Vrouweputje" en ligt op een andere plek dan het Onze Lieve Vrouweputje. Wel is het water van het Vrouweputje afkomstig uit dezelfde ondergrondse kreek als die van haar in 1972 verdwenen voorganger.
Het Vrouweputje is gelegen op een terrein dat als park is ingericht. Het is vrij toegankelijk voor bezoekers, zonder commercieel oogmerk. Er is geen sprake meer van een bedevaartsoord, maar de locatie wordt wel gebruikt voor spirituele en kerkelijke activiteiten. Daarnaast organiseert de stichting ook zelf van alles op het terrein. Als gevolg daarvan is het Vrouweputje regelmatig in het nieuws.